# Thorad-Agena

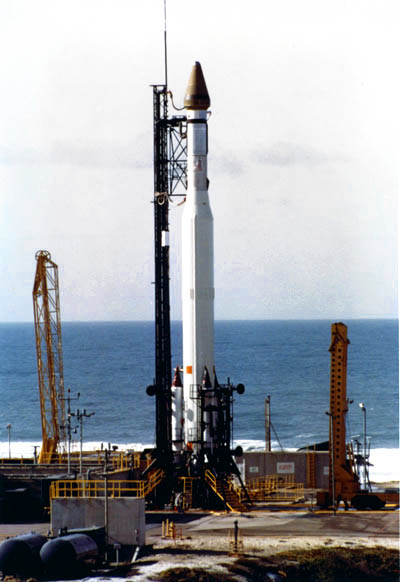
O último Thorad Agena SLV-2G com quatro satélites Poppy.

O Thorad-Agena, foi um veículo de lançamento descartável de origem Norte americana. 
Esse modelo, consistia de um primeiro estágio baseado no Long Tank Thor, e um estágio superior Agena. 
Ele fazia parte da família de foguetes Thor.
Nesse modelo, eram usados três foguetes auxiliares fabricados pela Thiokol, do modelo 
Castor 1. O Thorad-Agena, foi usado para lançar muitos satélites militares, vários deles secretos, por isso, 
acabou não adquirindo muita fama. Entre os projetos atendidos por ele, está o Programa Corona. 